# Griphopithecus suessi
Griphopithecus suessi és una espècie extinta de primat de la família dels homínids que visqué a Europa durant el Miocè mitjà, fa aproximadament 15 milions d'anys. Se n'han trobat restes fòssils a Àustria i Eslovàquia. Es calcula que devia pesar uns 48 kg, si fa no fa com els ximpanzés comuns d'avui en dia. La seva anatomia postcranial fa pensar que era un primat quadrúpede, corpulent i arborícola. Fou anomenat en honor del geòleg austríac Eduard Suess.